# Galičskij rajon
Il Galičskij rajon (in russo Галичский район?) è un rajon dell'Oblast' di Kostroma, nella Russia europea; il capoluogo è Galič.